# Sant’Agata de’ Goti
Sant’Agata de’ Goti ist eine italienische Gemeinde in der Region Kampanien in der Provinz Benevento mit 10.223 Einwohnern (Stand 31. Dezember 2023). Sie ist Bestandteil der Bergkommune Comunità Montana del Taburno und ist Mitglied der Vereinigung I borghi più belli d’Italia (Die schönsten Orte Italiens).

## Geographie
Die Gemeinde liegt etwa 25 km westlich der Provinzhauptstadt Benevento im Hügelland an der Ostseite des Monte Taburno. Die Nachbargemeinden sind Arienzo (CE), Caserta (CE), Dugenta, Durazzano, Frasso Telesino, Limatola, Moiano, Santa Maria a Vico (CE), Tocco Caudio und Valle di Maddaloni (CE). Die Ortsteile sind Bagnoli, Boscocupo Torretta, Cantinella, Cerreta, Cotugni Paolini, Faggiano, Laiano, Palmentata, Presta, San Silvestro Migliara, Santa Croce, Sant’Anna, San Tommaso, Saviano, Traugnano, Tuoro di Santagata und Verroni.

## Wirtschaft
Die Gemeinde lebt hauptsächlich von Landwirtschaft (Oliven, Wein, Früchte) und Tourismus.

## Söhne und Töchter der Gemeinde
- Giovanni de Blasio, Großvater des späteren Bürgermeisters von New York Bill de Blasio
- Ignazio Abate (* 1986), Fußballspieler